# Українці Угорщини
Українці в Угорщині — українська національна меншина на території сучасної Угорщини. Нараховує близько 3000 осіб, здебільшого, закарпатських українців, які після 1945 залишилися в її межах. Проживають переважно вздовж середньої течії річки Тиси, займаються сільським господарством. Мешкають також у Будапешті. У попередні століття українців в Угорщині було значно більше, але вони зазнали майже цілковитої асиміляції. Нащадки українців у багатьох випадках зберегли греко-католицьку віру; богослужіння проводиться угорською мовою.
За даними перепису 2022 року, чисельність українців в Угорщині склала 24609 осіб.

## Опис

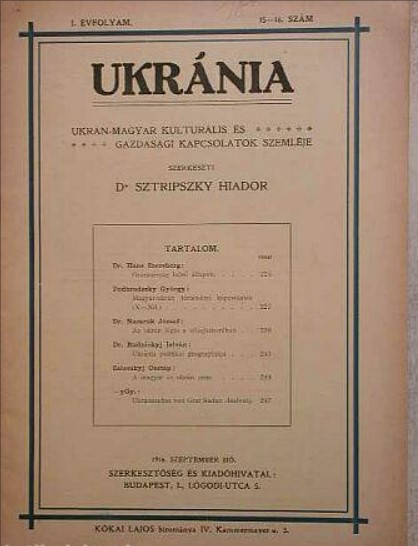
Журнал "Україна" виходив у 1916 році в Будапешті редактор Ґіадор Стрипський

Українці в Угорщині живуть розпорошено і не мають організації. Є залишки етнічних островів з мовно-побутовими і культурними слідами колишніх українських поселень, які тепер майже повністю асимілювалися, але ще у XIX — до другої половини XX ст. виявляли виразний український етнічний характер.
Українські поселення в Угорщині виникли в XVII—XVIII ст. як результат просування українців і словаків на південь, зокрема на територію Угорську рівнину після османського спустошення цих областей. Деякі закарпатські учасники протиавстрійського повстання куруців по їх поразці залишилися на угорських землях. Це були українські острови серед угорської більшості, хоч у деяких селах українці переважали, але порівняно до всього населення стосовних жуп (комітатів) вони не становили понад 4-5 %.
Згідно з переписами, у першій половині XIX століття всіх українських або мішаних сіл було ще понад 50; в них мешкало близько 30 000 українців. Зокрема, в 1836—1840 роках на території сучасної Угорщини, у комітатах Боршод-Абауй-Земплен і Сатмар-Береґ 21 українське село, 28 україно-угорських, 2 україно-словацькі, 2 україно-угорсько-словацькі і 1 українсько-угорсько-німецьке село. Кількість греко-католиків у цих комітатах була значно більша, що свідчить не лише про поступову асиміляцію українців, а в Сатмарському комітаті румуни. Найпівденнішим поселенням українців було м. Маков на південному сході Угорщини, на румунському кордоні, що було своєрідним перехідним пунктом поселення закарпатських українців у Бачці (тепер Сербія).
Процес асиміляції посилили угорський культурний тиск з середини XIX століття і заходи мадяризації Греко-Католицької Церкви після заснування Гайдудорозької єпархії. Українські етнічні острови зазнали чималого удару в 1918 році, після цілковитої ізоляції Закарпаття, а для греко-католиків Боршодського комітату засновано адміністратуру в Мішкольці. Введення угорської мови до літургії призвело до остаточної асиміляції. Тепер тільки старші люди у деяких селах ще розуміють українську мову. Проте залишки побутової культури, фолкльору, а навіть деяких церковних звичаїв збереглися, й українські прізвища нагадують про походження людей. У 1960-х роках Еміль Балецький з Будапештського університету дослідив говірку села Комлошка комітату Абауй. У середині 1970-и pp. єпископ Йоаким Сеґедій з Загребу відвідав і описав українські оселі в Угорщині, знайшовши в них багато слідів українськости.
Наразі жителі сел Мучонь та Комлошка ідентифікують себе як русини, а не українці, і вивчають рідну мову за підручниками, базованими на стандартах, відмінних від української літературної мови.